# Dalneje (Kaliningrad, Nesterow)
Dalneje (russisch Дальнее, deutsch Szirgupönen, 1936 bis 1938 Schirgupönen, 1938 bis 1946 Amtshagen, litauisch Žirgupėnai) war ein Ort in der russischen Oblast Kaliningrad (Gebiet Königsberg (Preußen)), der zuletzt zum Tschkalowski selski sowjet (Dorfsowjet Tschkalowo (Enzuhnen, 1938 bis 1946 Rodebach)) gehörte. Er läge heute im Gebiet der Iljuschinskoje selskoje posselenije (Landgemeinde Iljuschino (Milluhnen, 1938 bis 1946 Mühlengarten)) im Rajon Nesterow (Kreis Stallupönen/Ebenrode).

## Geographische Lage
Dalnaje lag am Südufer der hier früher noch Roßbach genannten Pissa, elf Kilometer südöstlich der einstigen Kreisstadt Gussew (Gumbinnen). Der heute verwaiste Ort ist zu erreichen über einen Landweg, der südlich von Diwnoje (Bahnhof Trakehnen) von der Hauptstraße 27K-182 in westliche Richtung abzweigt. Die nächste Bahnstation ist Diwnoje Nowoje an der Bahnstrecke Kaliningrad–Nesterow (Königsberg–Stallupönen/Ebenrode), einem Teilstück der einstigen Preußischen Ostbahn, zur Weiterfahrt nach Moskau.

## Geschichte
Das 1584 noch als Szyruuppen gegründete kleine Dorf bestand vor 1945 aus einem großen Gut und mehreren Höfen. Am 18. März 1874 wurde es Amtsdorf und damit namensgebend für einen neuen Amtsbezirk. Er bestand (umbenannt 1936 in „Amtsbezirk Schirgupönen“, 1939 in „Amtsbezirk Amtshagen“) bis 1945 und gehörte zum Kreis Gumbinnen  im Regierungsbezirk Gumbinnen der preußischen Provinz Ostpreußen.
1910 waren in Szirgupönen 365 Einwohner gemeldet, von denen 37 zur Landgemeinde und 328 zum Gutsbezirk gehörten. Im Jahre 1933 stieg ihre Zahl auf 452 und bis 1939 auf 471. Im Zuge der Umbenennung von Orten in Ostpreußen änderte sich 1936 die Namensschreibweise in „Schirgupönen“ und der ganze Ortsname 1938 gar in „Amtshagen“.
Im Jahre 1945 traf das Dorf das gleiche Geschick wie alle Ort im nördlichen Ostpreußen und wurde in Kriegsfolge der Sowjetunion zugeordnet. 1946 erhielt es die russische Bezeichnung „Dalneje“ und „wechselte“ vom Kreis Gumbinnen in den neu gebildeten Rajon Nesterow (Kreis Stallupönen, 1939 bis 1945 Ebenrode). Gleichzeitig wurde der Ort in den neu geschaffenen Tschkalowski selski sowjet (Dorfsowjet Tschkalowo (Enzuhnen, 1938 bis 1946 Rodebach)) einbezogen. Der Ort existierte noch etwa 20 Jahre, wurde dann jedoch aus Gründen von Perspektivlosigkeit in den 1970er Jahren aufgegeben und die letzten Häuser samt Kirche zerstört. Die vakante Ortsstelle liegt heute im Gebiet der seit 2008 bestehenden Iljuschinskoje selskoje posselenije (Landgemeinde Milluhnen, 1938 bis 1946 Mühlengarten).

### Amtsbezirk Szirgupönen/Amtshagen 1874–1945
In den Amtsbezirk Szirgupönen, Schirgupönen (1936 bis 1939) bzw. Amtshagen (1939 bis 1945) waren eingegliedert:
| Ortsname                                | Änderungsname 1938 bis 1945 | Russischer Name               | Bemerkungen                                        |
| --------------------------------------- | --------------------------- | ----------------------------- | -------------------------------------------------- |
| Groß Baitschen                          |                             | Podgorowka                    |                                                    |
| Jodszunen                               | Weidengrund                 |                               |                                                    |
| Klein Baitschen                         |                             | Ljublimowka jetzt: Podgorowka |                                                    |
| Sodinehlen                              | Jägersfreude (Ostpr.)       | Kowrowo                       |                                                    |
| Szirgupönen, Dorf 1936–38: Schirgupönen | Amtshagen                   | Dalneje                       |                                                    |
| Szirgupönen, Gut                        |                             |                               | 1928 in die Landgemeinde Szirgupönen eingegliedert |

Am 1. Januar 1945 bestand der Amtsbezirk Amtshagen noch aus den Gemeinden Amtshagen, Groß Baitschen, Jägersfreude, Klein Baitschen und Weidengrund.

## Kirche

### Kirchengebäude
In Szirgupönen war 1725 eine Kirche errichtet worden, die im Laufe der nächsten zwei Jahrhunderte zahlreiche Reparatur- und Restaurierungsarbeiten erlebte. Nach der Zerstörung im Ersten Weltkrieg wurde die Kirche im Jahre 1925 auf den alten Fundamenten neu errichtet. In den 1970er Jahren wurde das Dorf aufgegeben und die letzten Häuser samt Kirche dem Erdboden gleichgemacht.

### Kirchengemeinde
Mit dem Bau einer Kirche wurde in Szirgupönen zugleich ein evangelisches Kirchspiel mit mehr als 20 dazugehörigen Orten errichtet. Bis 1824 war es Teil des Kirchenkreises Stallupönen (heute russisch: Nesterow), danach gehörte es bis 1945 zum Kirchenkreis Gumbinnen in der Kirchenprovinz Ostpreußen der Kirche der Altpreußischen Union.

## Schule
In Szirgupönen bestand vor 1945 ein zweiklassige Volksschule. Das letzte Schulgebäude war nach 1920 neu gebaut worden.